# Энеисы
Энеисы (лат. Oeneis) — род дневных бабочек из семейства бархатниц.

## Характеристика рода
Усики с постепенно утолщающейся булавой. В основании передних крыльев вздутые жилки либо отсутствуют или вздута только одна жилка. Рисунок и фон верхней стороны крыльев весьма изменчивы. Рисунок нижней стороны заднего крыла обычно мраморовидный. Значительный индивидуальный полиморфизм привел к сложной систематической ситуации, когда описывались виды, резко расходящиеся по фенотипическим признакам, но едва ли репродуктивно изолированные. При этом не наблюдалось четкой корреляции альтернативных признаков, таких как строение копулятивных органов, формы андрокониальных чешуй и особенностей биологии. Некоторые виды были описаны лишь по самкам.
Копулятивный аппарат самцов характеризуется уплощенным ункусом (Х-тергит), коротким гнатосом, овальными вальвами, длинным и цилиндрическим эдеагусом.

## Ареал
Распространены в Голарктике. Большинство видов распространены в горных местностях, в степях, тундрах. Некоторые виды встречаются в арктических районах, в горах Алтая. В Сибири и на Дальнем Востоке России встречается около 25 видов.

## Список видов
По разным данным, род содержит от 35 до 60 видов. Род представляет собой очень сложную для диагностики группу булавоусых чешуекрылых. Несмотря на ряд обобщающих работ, систематика рода остается недостаточно разработанной.
Подгруппа jutta
- Oeneis fulla (Eversmann, 1851)
- Oeneis jutta (Hübner, 1805—1806)
- Oeneis magna (Graeser, 1888)
- Oeneis melissa (Fabricius, 1775)
- Oeneis tunga (Staudinger, 1894)

Подгруппа norna
- Oeneis actaeoides (Lukhtanov, 1989)
- Oeneis glacialis (Moll, 1785)
- Oeneis norna (Thunberg, 1791)
- Oeneis philipi (Troubridge, 1988)
- Oeneis polixenes (Fabricius, 1775)
- Oeneis rosovi (Kurentzov 1960)

Подгруппа alpina
- Oeneis alpina (Kurentzov, 1970)

Подгруппа hora
- Oeneis aktashi (Lukhtanov, 1984)
- Oeneis ammosovi (Dubatov & Korshunov, 1988)
- Oeneis elwesi (Staudinger, 1901)
- Oeneis hora (Grum-Grshimailo, 1888)
- Oeneis mulla (Staudinger, 1881)

Подгруппа bore
- Oeneis alberta (Elwes, 1893)
- Oeneis ammon (Elwes, 1899)
- Oeneis bore (Schneider, 1792)
- Oeneis chryxus (Doubleday, 1849)
- Oeneis ivallda (Mead, 1878)
- Oeneis nevadensis (C. & R. Felder, 1866)
- Oeneis macounii (Edwards, 1885)
- Oeneis tanana (Warren & Nakahara, 2016)

Подгруппа tarpeja
- Oeneis diluta (Lukhtanov, 1994)
- Oeneis lederi (Alphéraky, 1897)
- Oeneis mongolica (Oberthür, 1876)
- Oeneis sculda (Eversmann, 1851)
- Oeneis tarpeja (Pallas, 1771)
- Oeneis uhleri (Reakirt, 1866)
- Oeneis urda (Eversmann, 1847)

Подгруппа buddha
- Oeneis buddha (Grum-Grshimailo, 1891)
- Oeneis oeno (Boisduval, 1832)